# Saint-Julien-sur-Veyle
Saint-Julien-sur-Veyle és un municipi francès situat al departament de l'Ain i a la regió d'Alvèrnia-Roine-Alps. L'any 2007 tenia 647 habitants.

## Demografia

### Població
El 2007 la població de fet de Saint-Julien-sur-Veyle era de 647 persones. Hi havia 244 famílies de les quals 48 eren unipersonals (32 homes vivint sols i 16 dones vivint soles), 96 parelles sense fills, 92 parelles amb fills i 8 famílies monoparentals amb fills.
La població ha evolucionat segons el següent gràfic:
Habitants censats

### Habitatges
El 2007 hi havia 270 habitatges, 244 eren l'habitatge principal de la família, 15 eren segones residències i 11 estaven desocupats. 260 eren cases i 10 eren apartaments. Dels 244 habitatges principals, 187 estaven ocupats pels seus propietaris, 53 estaven llogats i ocupats pels llogaters i 4 estaven cedits a títol gratuït; 1 tenia una cambra, 6 en tenien dues, 33 en tenien tres, 70 en tenien quatre i 134 en tenien cinc o més. 217 habitatges disposaven pel capbaix d'una plaça de pàrquing. A 85 habitatges hi havia un automòbil i a 151 n'hi havia dos o més.

### Piràmide de població
La piràmide de població per edats i sexe el 2009 era:
| Homes | Edats   | Dones |
| ----- | ------- | ----- |
| 0     | 95 o +  | 0     |
| 0     | 90 a 94 | 4     |
| 0     | 85 a 89 | 4     |
| 0     | 80 a 84 | 4     |
| 8     | 75 a 79 | 4     |
| 4     | 70 a 74 | 8     |
| 16    | 65 a 69 | 8     |
| 16    | 60 a 64 | 24    |
| 16    | 55 a 59 | 12    |
| 32    | 50 a 54 | 24    |
| 20    | 45 a 49 | 12    |
| 16    | 40 a 44 | 36    |
| 8     | 35 a 39 | 8     |
| 32    | 30 a 34 | 28    |
| 12    | 25 a 29 | 8     |
| 28    | 20 a 24 | 12    |
| 12    | 15 a 19 | 8     |
| 24    | 10 a 14 | 12    |
| 16    | 5 a 9   | 20    |
| 20    | 0 a 4   | 16    |

## Economia
El 2007 la població en edat de treballar era de 419 persones, 310 eren actives i 109 eren inactives. De les 310 persones actives 291 estaven ocupades (154 homes i 137 dones) i 19 estaven aturades (5 homes i 14 dones). De les 109 persones inactives 39 estaven jubilades, 38 estaven estudiant i 32 estaven classificades com a «altres inactius».

### Ingressos
El 2009 a Saint-Julien-sur-Veyle hi havia 256 unitats fiscals que integraven 685,5 persones, la mediana anual d'ingressos fiscals per persona era de 18.074 €.

### Activitats econòmiques
Dels 17 establiments que hi havia el 2007, 1 era d'una empresa alimentària, 1 d'una empresa de fabricació d'altres productes industrials, 3 d'empreses de construcció, 5 d'empreses de comerç i reparació d'automòbils, 1 d'una empresa de transport, 3 d'empreses d'informació i comunicació, 1 d'una empresa financera i 2 d'empreses de serveis.
Dels 4 establiments de servei als particulars que hi havia el 2009, 1 era un taller de reparació d'automòbils i de material agrícola, 1 paleta, 1 guixaire pintor i 1 fusteria.
L'únic establiment comercial que hi havia el 2009 era una fleca.
L'any 2000 a Saint-Julien-sur-Veyle hi havia 20 explotacions agrícoles que ocupaven un total de 392 hectàrees.

## Equipaments sanitaris i escolars
El 2009 hi havia una escola elemental integrada dins d'un grup escolar amb les comunes properes formant una escola dispersa.

## Poblacions més properes
El següent diagrama mostra les poblacions més properes.